# Diego Bejarano
Diego Bejarano Ibáñez (ur. 24 sierpnia 1991 w Santa Cruz) – boliwijski piłkarz występujący na pozycji obrońca w boliwijskim klubie Bolívar oraz w reprezentacji Boliwii. Znalazł się w kadrze na Copa América 2016.